# Туркменистан на летних Паралимпийских играх 2012
Туркменистан на летних Паралимпийских играх 2012 был представлен пятью спортсменами (три мужчины и две женщины) в двух видах спорта: легкой атлетике и пауэрлифтинге. По итогам Игр туркменские спортсмены не смогли завоевать медали.

## Результаты выступлений

### Лёгкая атлетика
| Спортсмен     | Дисциплина                             | Результат | Место |
| ------------- | -------------------------------------- | --------- | ----- |
| Сохбет Чарыев | Мужчины, прыжок в длину, категория F13 | 5.53      | 14    |

### Пауэрлифтинг
| Спортсмен          | Дисциплина          | Результат, кг | Место |
| ------------------ | ------------------- | ------------- | ----- |
| Мекан Агаликов     | Мужчины, до 52 кг   | 150           | 8     |
| Сергей Меладзе     | Мужчины, до 67,5 кг | 185           | 5     |
| Валентина Симакова | Женщины, до 67,5 кг | 95            | 7     |
| Дженнет Орджиева   | Женщины, до 75 кг   | 85            | 7     |